# Adam Smelczyński
Adam Smelczyński (* 14. September 1930 in Częstochowa; † 14. Juni 2021) war ein polnischer Sportschütze im Trap.

## Biografie
Adam Smelczyński kam über seinen Vater Marian, der von Beruf Arzt war zum Schießsport und nahm an sechs Olympischen Spielen teil. In Melbourne 1956 erzielte er  190 Punkte, womit er hinter Galliano Rossini und vor Alessandro Ciceri als Zweiter die Silbermedaille gewann. In Rom belegte er 1960 den siebten Rang, vier Jahre darauf kam er nicht über den 32. Platz hinaus. Bei den Olympischen Spielen 1968 in Mexiko-Stadt gelang ihm als Sechster nochmals eine Platzierung unter den besten Zehn, was er 1976 in Montreal wiederholen konnte. Dazwischen belegte er 1972 in München den elften Platz. Seine einzige Medaille bei Weltmeisterschaften gewann Smelczyński 1967 in Bologna mit Bronze. 1972 und 1976 wurde er Europameister. Während seiner Karriere wurde er 12 Mal polnischer Meister.
Smelczyński studierte an der Medizinischen Universität Łódź und promovierte später. Den größten Teil seines Berufslebens arbeitete er als Zahnarzt. Er war außerdem Oberst bei den polnischen Streitkräften und erhielt das Offizierskreuz des Orden Polonia Restituta.
Am 14. Juni 2021 verstarb Smelczyński im Alter von 90 Jahren, nachdem ihm sechs Jahre zuvor beide Beine amputiert worden waren und er seither im Rollstuhl lebte.